# Ajuy (Fuerteventura)
Ajuy ist ein kleines abgelegenes Fischerdorf an der schroffen
Westküste auf der zu Spanien gehörenden Kanarischen Insel Fuerteventura. Es hat 91 Einwohner (2011). Administrativ gehört der Ort zur Gemeinde Pájara.

## Charakter
Unweit des Ortes ging Anfang des 15. Jahrhunderts der Normanne Jean de Béthencourt an Land, um die Insel für die spanische Krone zu erobern.
Puerto de la Peña, ein heutiger Ortsteil von Ajuy war lange Zeit der Hafen der früheren Inselhauptstadt Betancuria. Aufgrund blutiger Piratenangriffe trägt der schwarze Strand den Beinamen Playa de los Muertos – „Strand der Toten“.
Etwa zwei Kilometer von Ajuy entfernt liegt die Caleta Negra, die „Schwarze Bucht“, sie ist auf einem gut ausgebauten Wanderweg erreichbar. Dort ragen bis zu 600 Meter weit Höhlen, die Cuevas de Ajuy, in den Fels hinein. Oberhalb der Höhlen hat man Blick auf einen Kalkbrennofen und eine ehemalige Verladerampe. Etwa ein Kilometer nördlich von der Caleta Negra ragt der Felsenbogen Arco del Jurado (auch Peña Horadada) aus dem Wasser.  
Der Kalkstein der Umgebung von Ajuy galt als besonders rein und wurde bis zur zweiten Hälfte des 19. Jahrhunderts von hier aus verschifft.
Teile des Strandes von Ajuy sind nicht zum Baden geeignet, da starke Strömungen den Schwimmer ins Meer ziehen können.

## Bildergalerie

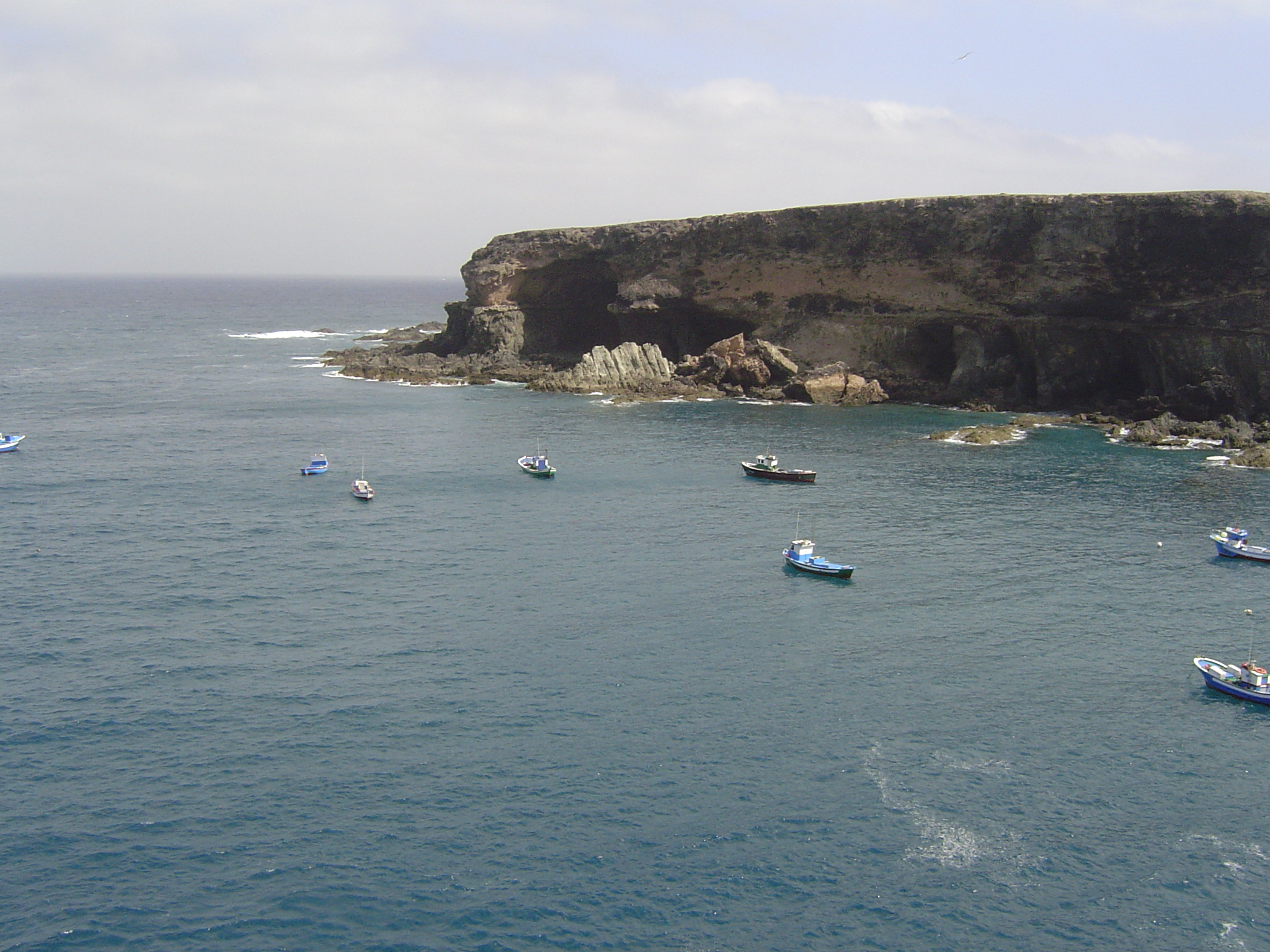
Die Caleta Negra
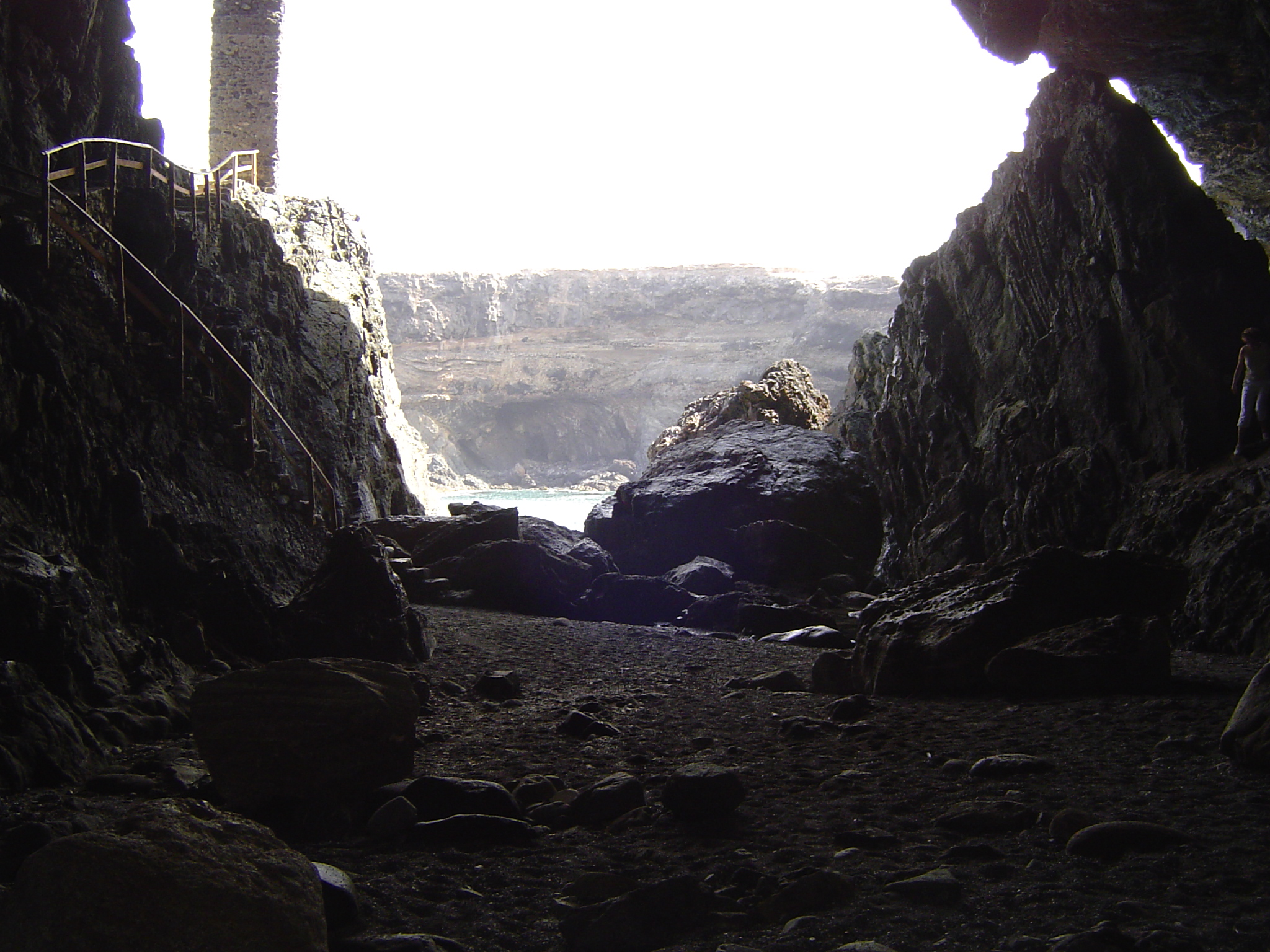
Die Höhlen von Ajuy
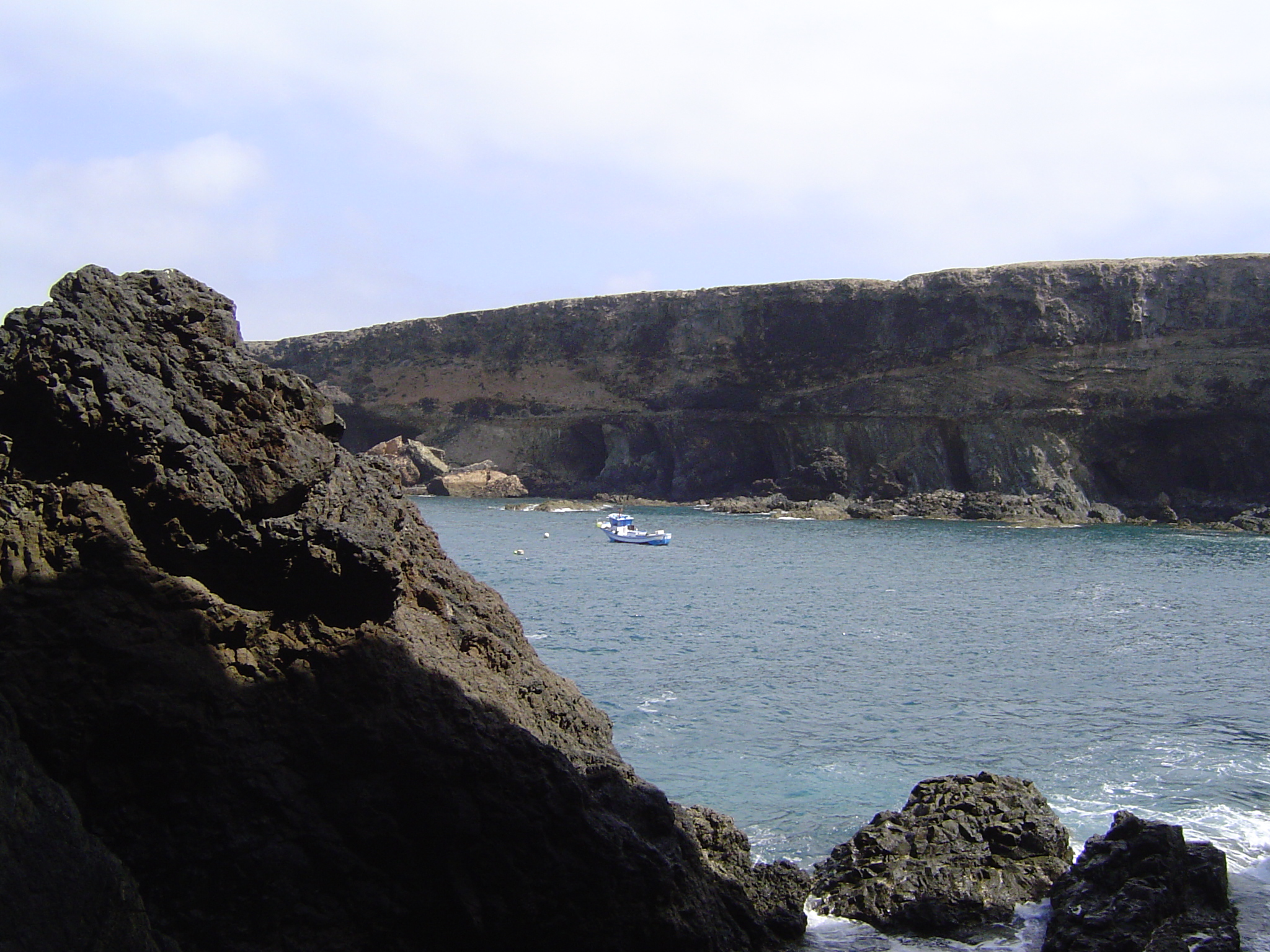
Blick aus den Höhlen
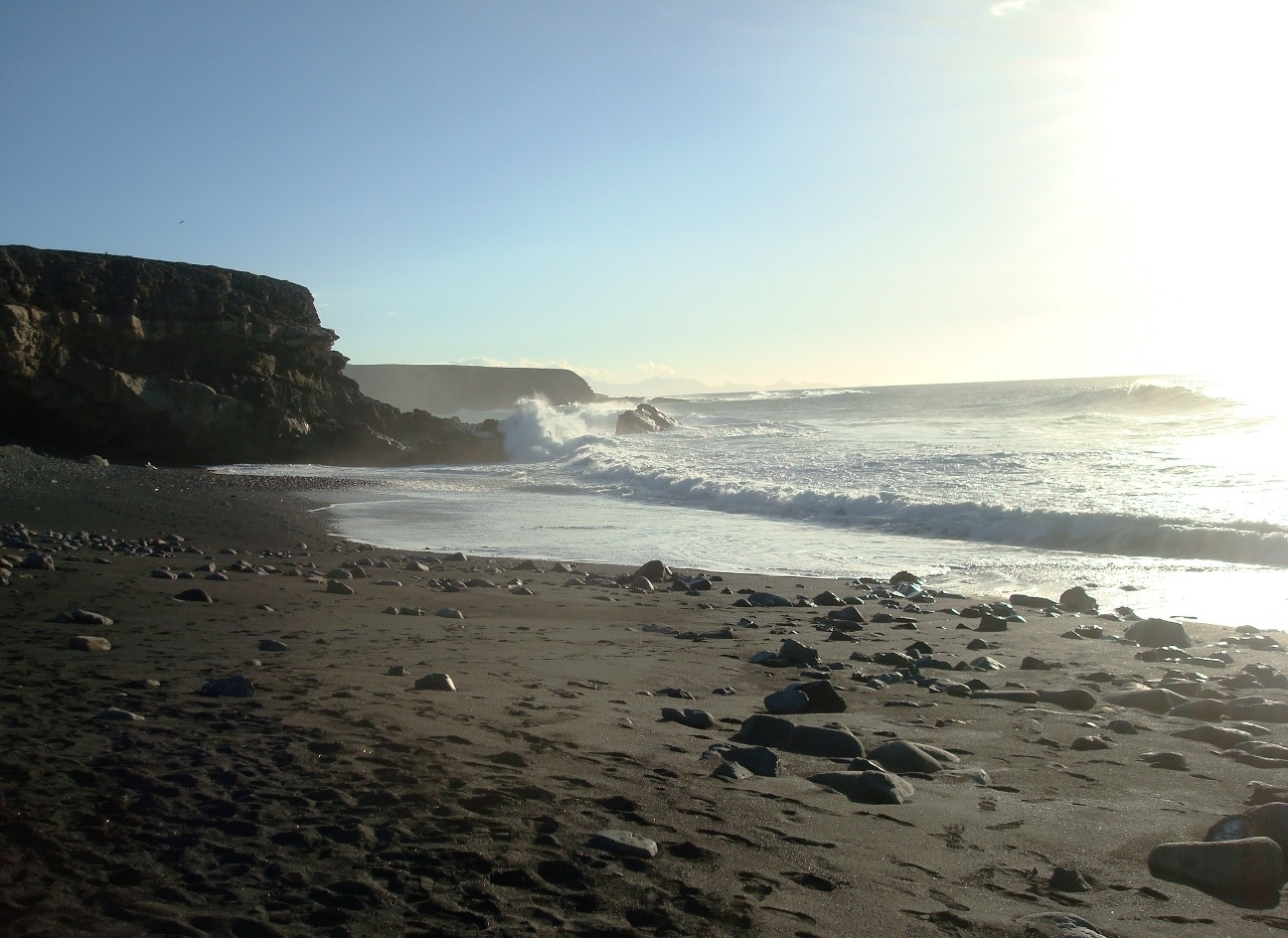
Blick in Richtung Süden auf den Strand und die Küste & die sich brechenden Wellen
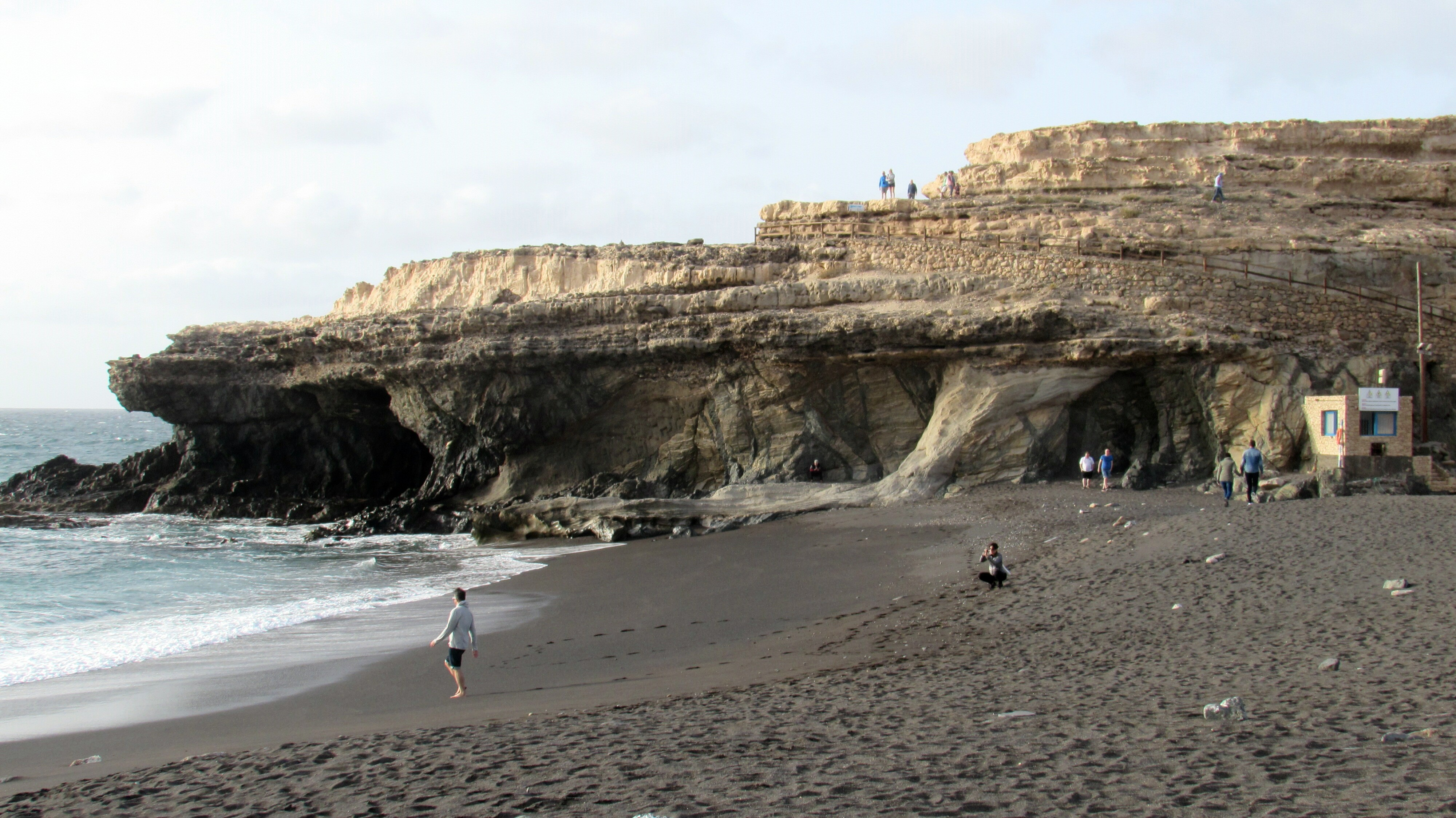
Naturdenkmal Puerto De La Pena